# Parafia Matki Bożej Częstochowskiej w Becejłach
Parafia Matki Bożej Częstochowskiej w Becejłach – rzymskokatolicka parafia leżąca w dekanacie Suwałki – Miłosierdzia Bożego należącym do diecezji ełckiej. Erygowana w dniu 8 kwietnia 1908 roku.